# فليروكساسين
فليروكساسين Fleroxacin هو مضاد حيوي من زمرة الكوينولون الجيل الثاني. يباع تحت الأسماء التجارية الأتية Quinodis و Megalocin. مضاد حيوي واسع الطيف من الفلوروكوينولونات المضادة للجراثيم.وكذلك كدواء يكون امتصاصه بسرعة من الجهاز الهضمي بعد تناوله عن طريق الفم.

## الخواص
مسحوق عديم اللون أو أصفر فاتح أو أصفر مخضر. نقطة الانصهار 270 °C درجة مئوية

## آلية العمل
الكوينولون والفلوروكوينولونات هي أدوية للجراثيم، والقضاء على البكتيريا عن طريق التداخل مع تكرار الحمض النووي. تثبيط أنزيم الدنا جيراز لمنع تضاعف الحامض النووي الجرثومي. وبالتالي يمنع تخليقه، وهو فعال ضد تشكيلة واسعة من الكائنات الحية الدقيقة..

## الاستخدام الطبي
يستخدم بالمشاركة مع الديكستروز (المشاركة تعطى وريديا فقط:
- لالتهاب القصبات الحاد.
- الالتهاب الرئوي.
- التهاب المثانة.
- التهاب الكلية والحويضة.
- التهاب البروستات.
- التهاب البربخ.
- التهاب الاحليل بالنيسرية البنية.[6][7]

## موانع الاستعمال
- الحمل والإرضاع.
- فرط الحساسية.

## الآثار الجانبية
- في المرضى الذين عولجوا من الآثار الجانبية الأكثر شيوعا هي الجهاز الهضمي، بما في ذلك عسر الهضم، غثيان، القيء، انتفاخ البطن، ألم بطني، إسهال وأحيانا الإمساك.
- أيضا الاضطرابات الشائعة التي تؤثر على الجلد (حكة، شري، طفح، تسمم ضوئي وحساسية للضوء)[8]
- والجهاز العصبي المركزي (دوخة، صداع، رعاش، تنمل، ضعف حاسة الذوق والشم)، والاضطرابات النفسية (تغيير في دورة النوم واليقظة حالة قلق، الاكتئاب، هلوسة وكوابيس)..[9][10]
- زيادة يوريا الدم.
- نقص صفيحات الدم.

يمكن أن يحدث: نوبات صرع, بيلة دموية، آلام مفاصل، التهاب وريدي.